# William Watson, Baron Thankerton
William Watson, Baron Thankerton PC KC (* 8. Dezember 1873; † 13. Juni 1948) war ein schottisch-britischer Politiker der Unionist Party und Jurist, der zehn Jahre Abgeordneter im House of Commons sowie zuletzt als Lord of Appeal in Ordinary aufgrund des Appellate Jurisdiction Act 1876 als Life Peer auch Mitglied des House of Lords war.

## Leben

### Rechtsanwalt und Unterhausabgeordneter
Watson war der Sohn des Barrister William Watson, der unter anderem später ebenfalls Unterhausabgeordneter sowie zuletzt Lord of Appeal in Ordinary war. Nach dem Besuch des Winchester College absolvierte er wie sein Vater ein Studium der Rechtswissenschaften am Jesus College der University of Cambridge und erhielt nach dessen Abschluss 1899 im Todesjahr seines Vaters die anwaltliche Zulassung bei der schottischen Rechtsanwaltskammer (Scots Bar). Im Anschluss nahm er eine Tätigkeit als Rechtsanwalt (Advocate) auf und wurde für seine anwaltlichen Verdienste 1914 zum Kronanwalt (King’s Counsel) ernannt.
Am 12. Dezember 1913 wurde Watson als Kandidat der schottischen Unionist Party erstmals zum Abgeordneten in das House of Commons gewählt und vertrat in diesem bis zum 14. Dezember 1918 den Wahlkreis Lanarkshire Southern. Nach seinem Ausscheiden aus dem Unterhaus war er neben seiner anwaltlichen Tätigkeit zwischen 1918 und 1920 Mitglied der Kommission zur Verteidigung von Reichsverlusten (Defence of the Realm Losses Commission) sowie zwischen 1918 und 1922 auch Prokurator der Church of Scotland.

### Lord Advocate, Lordrichter und Oberhausmitglied
Nachdem er 1919 als Advocate Depute Anklagevertreter vor dem High Court of Justiciary, dem obersten Strafgericht Schottlands war, war er 1922 für einige Zeit Solicitor General. Im Anschluss war er als Nachfolger von Charles Murray von November 1922 bis Februar 1924 erstmals als Lord Advocate Generalstaatsanwalt von Schottland und wurde ferner 1922 Privy Councillor.
Bei den Unterhauswahlen vom 29. Oktober 1924 wurde Watson für die Unionist Party erneut zum Abgeordneten in das House of Commons gewählt und vertrat nunmehr bis zum 30. April 1929 den Wahlkreis Carlisle. Während dieser Zeit war er als Nachfolger von Hugh Macmillan zwischen November 1924 und seiner Ablösung durch Alexander Munro MacRobert im April 1929 erneut Lord Advocate.
Zuletzt wurde Watson durch ein Letters Patent vom 1. Mai 1929 aufgrund des Appellate Jurisdiction Act 1876 als Life Peer mit dem Titel Baron Thankerton, of Thankerton in the County of Lanark, zum Mitglied des House of Lords in den Adelsstand berufen und wirkte bis zu seinem Tod 1948 als Lordrichter (Lord of Appeal in Ordinary). Als solcher war er vor der Thronbesteigung der Könige Eduard VIII. und Georg VI. Mitglied des Coronation Court of Claims.